# گوآناخوآتو سیتی
گوآناخوآتو، گوآناخوآتو (به اسپانیایی: Guanajuato) از شهرهای کشور مکزیک است که در ایالت گوآناخوآتو قرار دارد و جمعیت آن طبق سرشماری سال ۲۰۱۰ میلادی ۷۲٬۲۳۷ نفر بوده است.